# 芭芭拉·黑尔
芭芭拉·黑尔（英語：Barbara Hale，1922年4月18日—2017年1月26日），女，美国演员。曾获得黄金时段艾美奖戏剧类电视系列剧最佳女配角。